# Људмила Зикина
Људмила Зикина (Москва, 10. јун 1929 — Москва, 1. јул 2009) била је национална фолк пјевачица Русије. Рођена је у Москви, а придружила се 1947. хору Пјаницки. Њено презиме потиче од руске ријечи за "гласно" ("зычный"). Почетком 1960. године наступила је соло.

## Биографија
Људмила Зикина рођена је 10. јуна 1929. године у Москви у радничкој породици. Од раног дјетињства је учествовала у аматерским наступима, свирала гитару и хармонику.
До 1942. године студирала је у школи за радну омладину. За вријеме рата, радила је као токар у московском погону машинских алатки. Након рата, радила је као медицинска сестра у московској војној клиничкој болници А. В. Вишњевског, а потом у болници Кашченко.
Креативну биографију је започела 1947. године учешћем у руском такмичењу младих извођача, након чега је примљена у Државни академски руски народни хор назван М. Е. Пиатниски. На такмичењу је учествовало око 1.500 људи, а на крају је комисија одабрала четири побједника: три мушкарца и једну дјевојку - Људмилу.
Спријатељила се с Екатерином Фуртсевом, моћном министрицом културе Совјетског Савеза, и сматрана је омиљеном пјевачицом Леонида Брежњева. Познато је да је била омиљена и Ким Ил Сунгу и његовом сину Ким Џонг Ил, због којих је у Пјонгјангу наступала шест пута на њихов позив. Такође је познато да се Ким Ил Сунг толико заљубио у Људмилу да ју је 2008. позвао у Пјонгјанг у нади да ће му њен наступ помоћи да се опорави од болести.
1969. дипломирала на Московском музичком факултету.
1977. године створила је Државни академски руски фолклорни ансамбл "Русија", гдје је до краја живота била његов солиста и умјетнички руководилац.
Поред Русије, била је популарна у свим републикама Совјетског Савеза и у многим земљама свијета.
Водила је педагошке активности - предавала је на Московском државном институту за културу, на Руској музичкој академији Гнесинс. Многи од њених ученика постали су лауреати међународних и руских такмичења, поштовани умјетници и наставници. И сама је често била позивана у жири фестивала и такмичења на различитим нивоима како у земљи тако и у иностранству.
Људмила Зикина умрла је 1. јула 2009. године након срчаног удара.

## Награде и признања
Међу многим Људмилиним признањима биле су Лењинова награда (1970) и Орден Лењина (1979), као и титуле Народног умјетника СССР-а (1973) и Хероја социјалистичког рада (1987). Према Дмитрију Шостаковичу, Зикина је била "више од сјајног преводиоца, била је коаутор, су-стваралац композитора".
Њене потписне пјесме укључују Techot Volga и Orenburgski platok. Астероид 4879 је добио име по Људмили. Неке од њених награда су:
- Орден светог Андрије (12. јун 2004) - за изузетан допринос развоју националне културе и музике.
- Орден заслуга за отаџбину:
  - 1. класа (10. јуна 2009) - за изузетан допринос развоју националне музичке културе и дугорочним креативним и друштвеним активностима.
  - 2. класа (10. јуна 1999) - за изузетна достигнућа у области културе и велики допринос развоју националног писања текстова.
  - 3. класа (25. марта 1997) - за услуге држави и велики лични допринос развоју националне музичке умјетности.
- Орден части (1967)
- Медаља "У знак сјећања на 850. годишњицу Москве"
- Јубиларна медаља "У знак обележавања 100. годишњице од рођења Владимира Илича Лењина"
- Медаља "Ветеран рада"
- Народни умјетник СССР-а
- Народни умјетник РСФСР
- Почасни умјетник РСФСР